# Спаска
Спаска е българско женско име, което произхожда от християнството. Произлиза от Христос спасител.
Именият ден се празнува винаги в четвъртък, 40 дни след Великден.